# 四大名爹
“四大名爹”是中国大陆某些网友对中国当代四个名人的恶搞。四人分别是李刚、李双江、王军、卢俊卿。

## 相关事件
- 李刚：河北大学“10·16”交通肇事案。李刚是肇事者李启铭的父亲。[3]
- 王军[哪個／哪些？]：郭美美事件。该事件直接导致中国红十字会捐款锐减[4]，王军是郭美美的干爸[5]或男友[6]。
- 卢俊卿：卢星宇微博事件。卢俊卿是卢星宇的父亲，世界杰出华商协会主席。[7]
- 李双江：李天一事件。李双江是李天一的父亲。[8]

## 后续恶搞
- “四大名爹”最初在中国大陆网友的微博上被恶搞，随后又有众多相关的音频、视频等恶搞作品。其中《四大名爹之歌》最具代表性。[9]

- 继“四大名爹”之后又有人恶搞出新“京城四少”。[10]

## 原创维权
据哈尔滨作家孙钥洋称，“四大名爹”一词是由他最先在微博中提出的，因此他找律师维权。引发中国大陆对微博版权保护的广泛讨论。